# Burton K. Wheeler

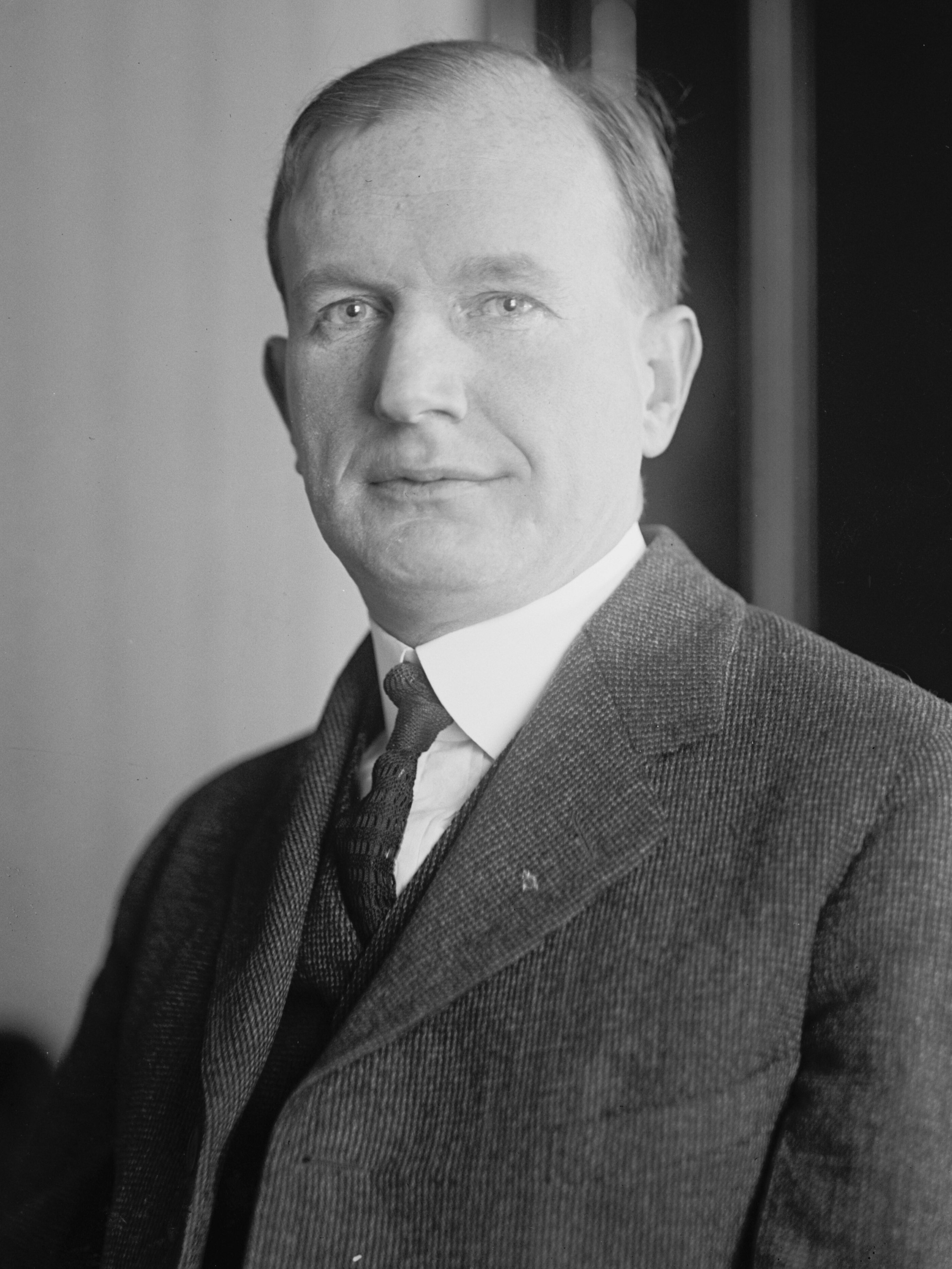
Burton K. Wheeler

Burton Kendall Wheeler (* 27. Februar 1882 in Hudson, Massachusetts; † 6. Januar 1975 in Washington D.C.) war ein US-amerikanischer Politiker der Demokratischen Partei und von 1923 bis 1947 US-Senator aus dem Staat Montana.
Wheeler wuchs in Massachusetts auf, besuchte dort die öffentlichen Schulen und arbeitete als Stenograph in Boston. Er machte 1905 seinen Abschluss in Rechtswissenschaften an der University of Michigan. Ursprünglich wollte er nach seinem Abschluss nach Seattle, Washington gehen. Aber als er in Butte, Montana den Zug verließ und sein gesamtes Geld beim Poker verlor, ließ er sich kurzerhand dort nieder und praktizierte als Anwalt. Von 1910 bis 1912 saß er als Abgeordneter im Repräsentantenhaus von Montana; anschließend fungierte er von 1913 bis 1918 als Bundesstaatsanwalt für den Distrikt von Montana.
Im Jahr 1920 wurde Wheeler als Kandidat der Demokraten für das Amt des Gouverneurs von Montana ausgewählt. Er verlor die Wahl gegen den Republikaner Joseph Dixon. 1922 gewann er die Wahl für einen Sitz im US-Senat gegen den republikanischen Kongressabgeordneten Carl W. Riddick. Die Funktion des Senators übte er über vier Wahlperioden hinweg aus, wobei er sich bei der Wiederwahl 1928 gegen Ex-Gouverneur Dixon durchsetzte und 1934 den ehemaligen Bundesrichter George M. Bourquin deutlich besiegte. Er trat aus der Demokratischen Partei aus, um für das Amt des Vizepräsidenten zu kandidieren. Dafür arbeitete er mit der Progressive Party und deren Präsidentschaftskandidat Robert La Follette zusammen. Nach der für die Progressive Party wenig erfolgreichen Wahl kehrte er zu den Demokraten zurück. Wheeler unterstützte die Wahl von Präsident Franklin D. Roosevelt, da er mit vielen Punkten aus dessen New Deal übereinstimmte.
Nach dem Beginn des Zweiten Weltkriegs sprach er sich gegen jegliche Hilfeleistungen für Großbritannien oder andere Länder, die in den Krieg involviert waren, aus. Er wurde ein Mitbegründer des isolationistischen America First Committee. Wheeler war jedoch nicht gegen den Eintritt der Vereinigten Staaten in den Krieg, nachdem die Japaner Pearl Harbor angegriffen hatten. Nachdem er 1946 daran scheiterte, seine politische Laufbahn fortzusetzen, als er in der Primary der Demokraten gegen Leif Erickson, einen Richter am Montana Supreme Court, verlor, zog er sich aus der Politik zurück und konzentrierte sich gänzlich auf seinen Beruf als Rechtsanwalt.